# Джед Прауті
Джед Прауті (ім'я при народженні Кларенс Гордон Прауті; 6 квітня 1879 — 10 травня 1956) — американський кіноактор.

## Біографія

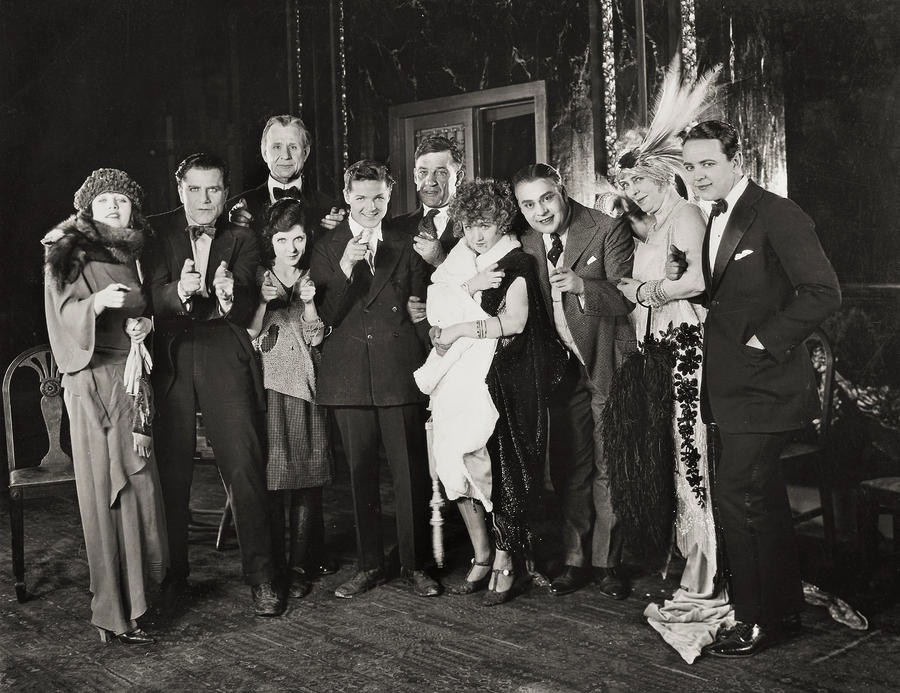
Прауті (третій, праворуч) з іншими акторами фільму Kick In (1922)

Народився 6 квітня 1879 року в Бостоні, штат Массачусетс. Прауті був водевільним виконавцем, перш ніж стати кіноактором. В основному з’являючись у комедіях, він час від часу виконував серйозні ролі персонажа, наприклад, невелику роль публіциста у фільмі «Народження зірки» (1937). Після значної кар'єри в німому кіно, більшу частину подальшої кар'єри Прауті була серія фільмів сім'ї Джонс.  Це були 17 малобюджетних сімейних комедій від20th Century Fox, створені між 1936 і 1940 роками, а також Весна Байінгтон у ролі місіс. Джонса за таких режисерів, як Малкольм Сент-Клер і Френк Р. Стрейер . Прауті з'являвся у всіх, крім останнього запису.
- Her Game (1919)
- Sadie Love (1919)
- The Conquest of Canaan (1921)
- The Great Adventure (1921)
- Experience (1921)
- Room and Board' (1921)
- Kick In (1922)
- The Girl of the Golden West (1923)
- The Knockout (1925)
- The Coast of Folly (1925)
- The Unguarded Hour (1925)
- Her Second Chance (1926)
- Ella Cinders (1926)
- Bred in Old Kentucky (1926)
- Miss Nobody (1926)
- Don Juan's Three Nights (1926)
- The Mystery Club (1926)
- Unknown Treasures (1926)
- Orchids and Ermine (1927)
- Domestic Meddlers (1928)
- Name the Woman (1928)
- Sonny Boy (1929)
- The Broadway Melody (1929)
- His Captive Woman (1929)
- Two Weeks Off (1929)
- The Fall of Eve (1929)
- The Devil's Holiday (1930)
- Paid (1930)
- Strangers May Kiss (1931)
- Annabelle's Affairs (1931)
- The Age for Love (1931)
- Business and Pleasure (1932)
- Manhattan Tower (1932)
- Skyway (1933)
- Music in the Air (1934)
- Murder on the Blackboard (1934)
- Every Saturday Night (1936) ^
- Educating Father (1936) ^
- Back to Nature (1936) ^
- The Texas Rangers (1936)
- Can This Be Dixie? (1936)
- Small Town Boy (1937)
- Off to the Races (1937) ^
- The Jones Family in Big Business (1937) ^
- One Hundred Men and a Girl (1937)
- Hot Water (1937) ^
- Borrowing Trouble (1937) ^
- Love on a Budget (1938) ^
- A Trip to Paris (1938) ^
- Safety in Numbers (1938) ^
- Danger on the Air (1938)
- Down on the Farm (1938) ^
- Goodbye Broadway (1938)
- The Duke of West Point (1938)
- Hollywood Cavalcade (1939)
- Exile Express (1939)
- Everybody's Baby (1939) ^
- The Jones Family in Hollywood (1939) ^
- Quick Millions (1939) ^
- To Busy too Work (1939) ^
- Young as You Feel (1940) ^
- Remedy for Riches (1940)
- Pot o' Gold (1941)
- Father Steps Out (1941)
- Roar of the Press (1941)
- The Affairs of Jimmy Valentine (1942)
- Obliging Young Lady (1942)
- Guilty Bystander (1950)